# Isaïa Cordinier

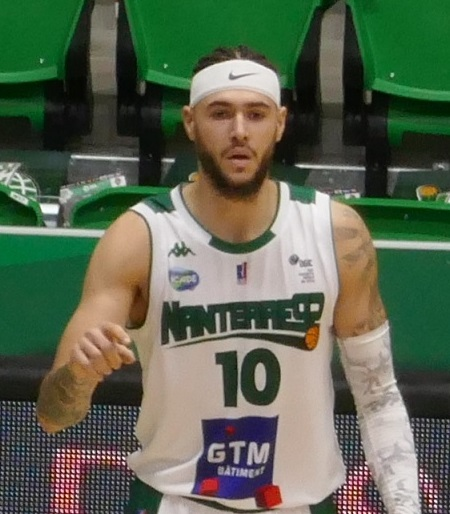
Isaïa Cordinier (2019)

Isaïa Cordinier (* 28. November 1996 in Créteil) ist ein französischer Basketballspieler.

## Werdegang
Cordiniers Vater Stéphane war französischer Handballnationalspieler und 1996 Teilnehmer der Olympischen Sommerspiele sowie 1997 Dritter der Weltmeisterschaft. Cordinier durchlief seine Basketball-Grundausbildung bei Olympique d’Antibes und spielte in der Saison 2012/13 erstmals für die Herrenmannschaft der Südfranzosen in der zweiten Liga Frankreichs, nach dem Erstligaaufstieg kam er 2013/14 auch in der höchsten Spielklasse des Landes zu Kurzeinsätzen.
Cordinier ging zunächst in die zweite Liga zurück, spielte 2014/15 bei ALM Évreux und 2015/16 bei AS Denain Voltaire. Beim Draftverfahren der NBA im Juni 2016 sicherten sich die Atlanta Hawks an 44. Stelle die Rechte am Franzosen. Cordinier wurde der erste Spieler eines französischen Zweitligisten, der jemals bei dem Verfahren ausgesucht wurde. Er blieb jedoch in seinem Heimatland, ging nach Antibes zurück und spielte für die Mannschaft in der ersten Liga. In der Saison 2017/18 setzte er aus und unterzog sich Operationen an beiden Knien. Zur Saison 2018/19 kehrte er ins Aufgebot von Antibes zurück. Im Sommer 2018 gaben die Atlanta Hawks die Rechte an dem Franzosen an die Brooklyn Nets ab.
Nach einem guten Spieljahr 2018/19 mit Mittelwerten von 10,6 Punkten, 3,9 Rebounds sowie 2,2 Korbvorlagen je Begegnung unterschrieb er im Juni 2019 einen Zweijahresvertrag beim Ligakonkurrenten JSF Nanterre 92. Bei der Mannschaft von Trainer Pascal Donnadieu steigerte sich Cordinier im Spieljahr 2019/20 auf 14,4 Punkte und 4,7 Rebounds je Begegnung. Nachdem sein Versuch, im Sommer 2021 in der NBA unterzukommen, gescheitert war und die Brooklyn Nets die Rechte an Cordinier abgetreten hatten, unterschrieb der Franzose Anfang Oktober 2021 einen Vertrag bei Virtus Bologna in Italien. Mit Bologna gewann er im Mai 2022 den EuroCup und 2025 die italienische Meisterschaft.
Im Sommer 2025 verließ Cordinier Bologna nach rund vier Jahren und wechselte in die Türkei zu Anadolu Efes SK.

### Nationalmannschaft
2014 nahm er mit der französischen Auswahl an der U18-Europameisterschaft teil. Im Januar 2020 wurde er erstmals in Frankreichs Herrennationalmannschaft berufen und gab in der Qualifikation für die Europameisterschaft seinen Länderspieleinstand. 2024 errang er mit Frankreich bei den Olympischen Sommerspielen in Paris die Silbermedaille.